# Гавронский, Михаил Савельевич
Михаил Савельевич Гавронский (4 марта 1904 — 30 июля 1984) — артист театра и кино, советский режиссёр научно-популярных фильмов.

## Биография
Родился 4 марта 1904 года в Санкт-Петербурге в семье детского врача Завеля Юделевича Гавронского (1873—1924). Семья проживала на улице Гороховой, дом 27. Поступил на приготовительное отделение Петришуле в мае 1913 года.
С 1922 года — актёр Театра «Вольная комедия». В 1925 году окончил театральное училище в Петрограде.
В 1925—1933 годах — помощник, ассистент режиссёра на ленинградском отделении киностудии «Союзкино». В 1933—1939 годах — режиссёр киностудии «Белгоскино», в 1939—1942 годах работал на киностудии «Ленфильм».
Участник Великой Отечественной войны. В РККА с 1942 года. Участник Сталинградской битвы и битвы за Днепр. Был ранен.
На конец войны — санитар 2710 терапевтического полевого подвижного госпиталя 123 передвижного эвакуационного пункта 4-й гвардейской армии.

Активный участник боёв за реку Днепр, при форсировании которого был ранен. В настоящее время работает санитаром, как нестроевой, но кроме этого тов. Гавронский, имея некоторые способности, оказывает большую помощь командованию в деле организации развлечений и культурного отдыха больных. Гавронский М. С. подлинный патриот своей Родины. За свой самоотверженный труд достоин награды медали «За боевые заслуги».— из Наградного листа, сведения из ОБД «Подвиг народа»
Был награждён медалями «За оборону Сталинграда» (22.12.1942), «За боевые заслуги» (08.06.1945).
Победу встретил в Венгрии. Примечательно, что не привёз домой никаких трофеев — только канистру спирта, и жена ещё долго обижалась на него за то, что ничего не привёз из вещей.
После войны работал режиссёром на киностудии «Ленфильм» (1945—1947) и Алма-Атинской киностудии (1947—1948).
С 1949 года — режиссёр киностудии «Леннаучфильм».
Умер в 1984 году, похоронен на Еврейском кладбище Санкт-Петербурга.

## Семья
Жена — актриса Дора Вольперт (тётя поэта Иосифа Бродского). Детей у пары не было.
Отношения между дядей и племянником не всегда были хорошие:

Бродский же обыкновенно имел обо всём оригинальное мнение. В этот раз Иосиф и Михаил Савельевич сначала рассуждали, а потом заспорили о причинах победы в Великой Отечественной войне. Иосиф высказал совершенно крамольную по тем временам мысль: выиграть войну в решающей степени помог американский ленд-лиз. Тут с Гавронским они заговорили особенно горячо. В какой-то момент перешли на крик, затем Михаил Савельевич вскочил, выкинул в указующем жесте руку в сторону двери и заорал: «Вон из моего дома!» Иосиф оделся и быстро вышел. Михаил Савельич долго не мог успокоиться, чувствуя себя оскорблённым. Дора утихомиривала его гнев, а остальные испытывали неловкость и некоторую растерянность. Несколько позже они, конечно, помирились— Михаил Кельмович — Иосиф Бродский и его семья
.
Но в то же время, по воспоминаниям В. А. Кирнарского, в 1962 году М. С. Гавронский просил за своего племянника Осю — дать ему работу на студии. Бродский тогда предложил написать сценарий фильма «о маленьком буксире, который плавает по большой Неве». Кирнарский отказал Бродскому, однако, через год стихи о буксире были опубликованы в детском ленинградском журнале.
Брат — Юрий Савельевич Гавронский (1900—1956), врач-невропатолог.

## Фильмография
В 1929 году в качестве актёра снялся в своей единственной кинороли в фильме Евгения Червякова «Золотой клюв».
В 1930 году был ассистентом режиссёра Евгения Червякова на съёмках фильма «Города и годы».
В 1936 году совместно с Владимиром Шмидтгофом поставил известный художественный фильм «Концерт Бетховена», отмеченный Почётным дипломом выставки в Париже.
В 1940 году снял детский фильм «Приятели».
После войны поставил более тридцати научно-популярных и документальных фильмов.

### Актёр
- 1929 — Золотой клюв — офицер

### Режиссёр
Некоторые фильмы:
- 1960 — Положительная девочка (короткометражный)
- 1962 — Как воспитать эгоиста (короткометражный)
- 1962 — Вера Комиссаржевская (документальный, о В. Ф. Комиссаржевской)
- 1966 — Поэт и революция (документальный, об А. Блоке)[6]